# 德耶县
德耶縣為緬甸馬圭省轄下的縣，其區域面積為11,999.0平方公里，2014年人口738,047人。該縣下分4個鎮區。德耶為該縣之首府。

## 鎮區
以下為德耶縣的鎮區：
- 卡馬鎮區（Kamma Township）
- 敏東鎮區（Mindon Township）
- 敏拉鎮區（Minhla Township）
- 德耶鎮區（Thayet Township）